# Dromeozaur

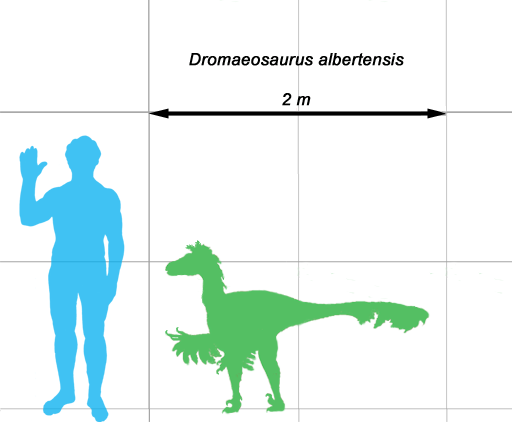
Porównanie wielkości Dromaeosaurus albertensis i człowieka

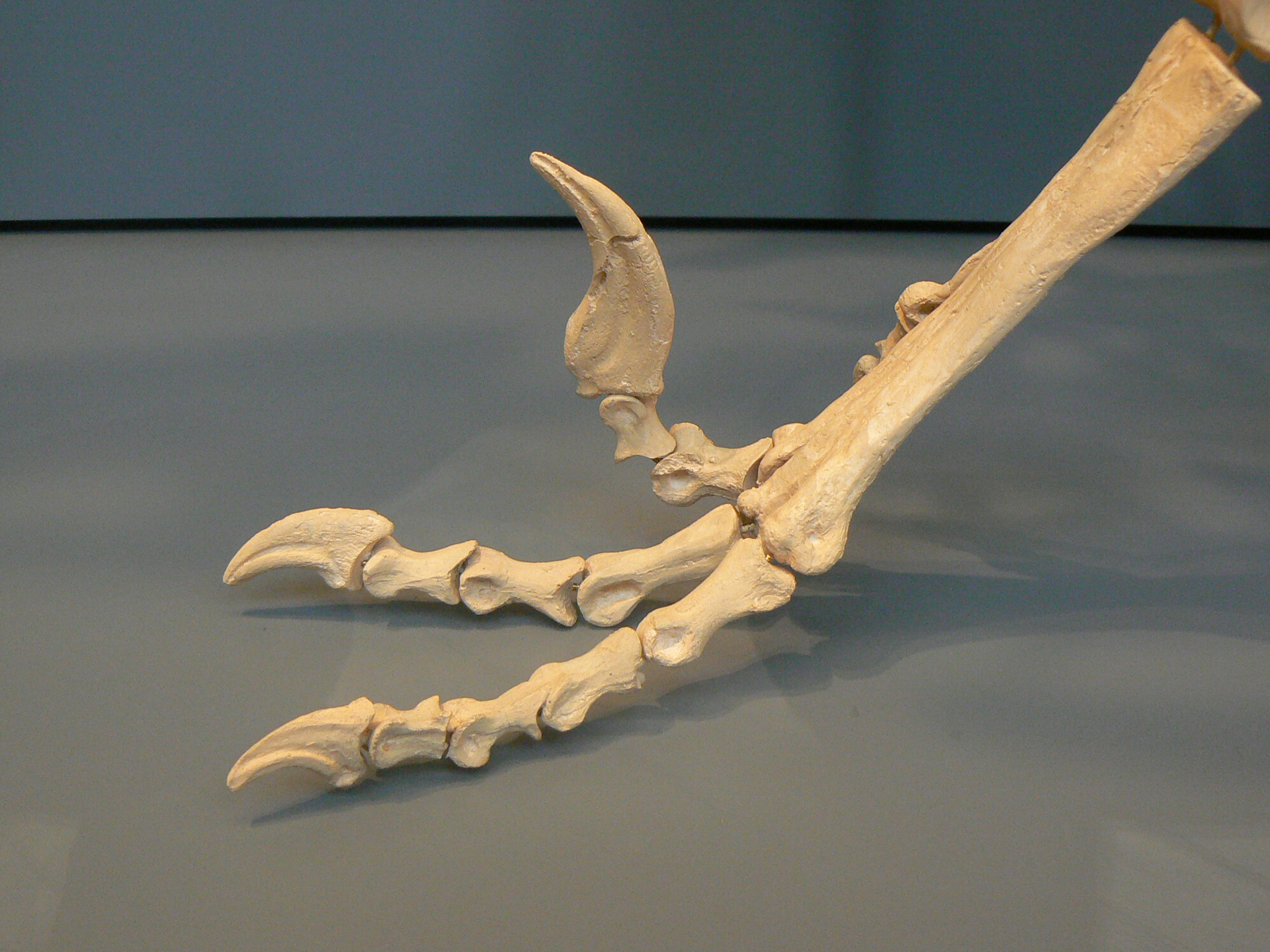
Stopa dromeozaura. Widoczny sierpowaty pazur na drugim palcu

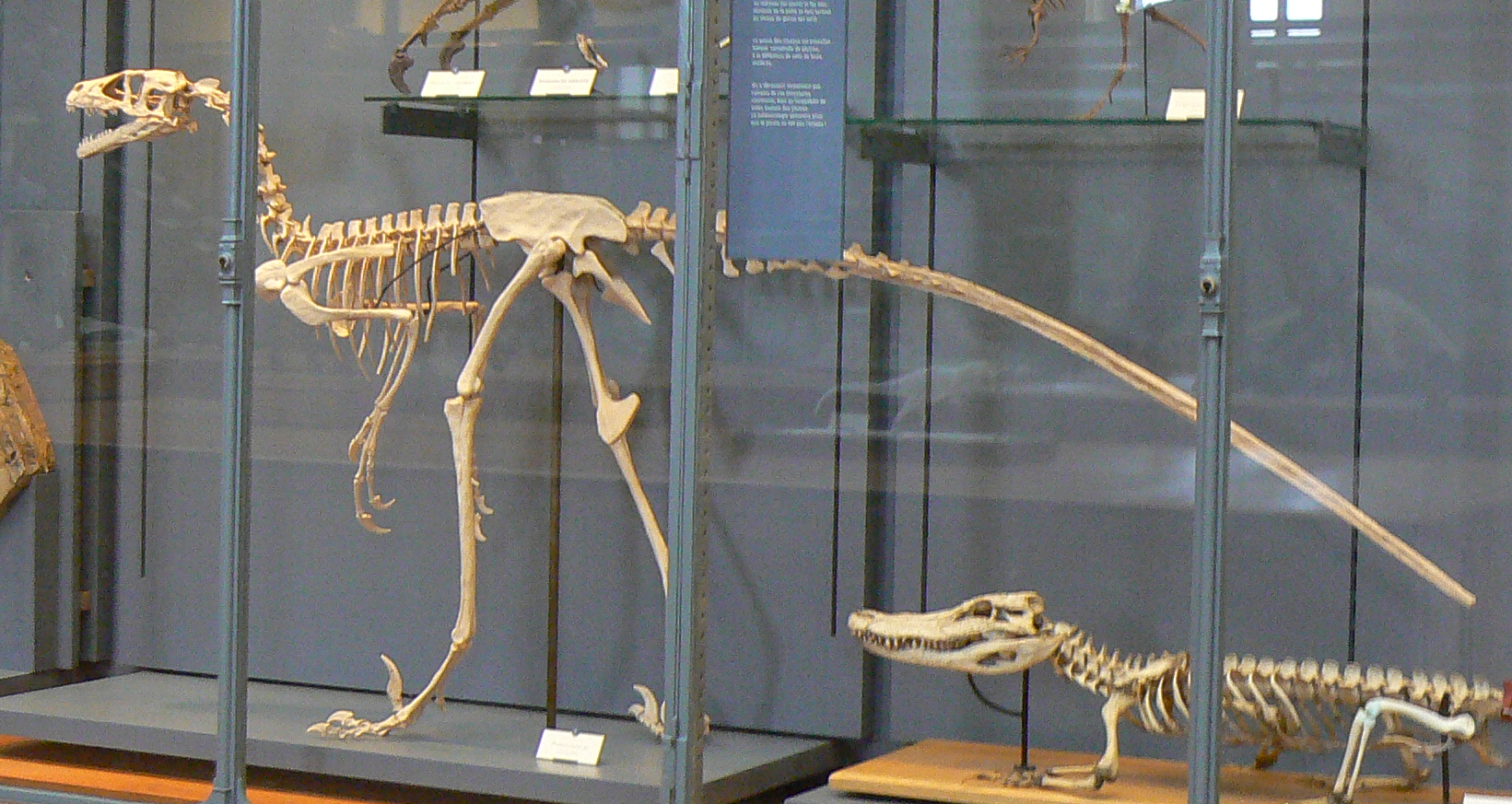
Szkielet dromeozaura

Dromeozaur (Dromaeosaurus) – rodzaj wymarłego teropoda z rodziny dromeozaurów (Dromaeosauridae) żyjącego w późnej kredzie, około 76–70 mln lat temu, na terenach dzisiejszej Ameryki Północnej. Jego nazwa pochodzi od greckich słów δρομευς/dromeus i σαυρος/sauros i oznacza „biegający jaszczur”. Dromeozaury były niewielkimi i jednymi z najbardziej ptakopodobnych teropodów – istnieją dowody pozwalające twierdzić, że były również opierzone. Mimo iż Dromaeosaurus jest pierwszym opisanym przedstawicielem swojej rodziny, ze względu na ubogi materiał kopalny jest także jednym z gorzej poznanych.

## Morfologia
Dromaeosaurus był niewielkim dinozaurem drapieżnym – osiągał długość 1,8 m i masę około 15 kg. Według badań Therriena i Hendersona z 2007, w których szacowano masę teropodów na podstawie długości czaszki, Dromaeosaurus ważył 16,29 kg. Sierpowaty pazur na drugim palcu stopy mierzył ponad 7,5 cm długości.
Nogi dromeozaura były krótsze i nie tak wyciągnięte jak u ornitomimidów, troodontów czy tyranozaurów. W odróżnieniu od większości innych teropodów, stąpających na trzech palcach, dromeozaury chodziły na zewnętrznych stronach stóp i unosiły drugie palce, chroniąc w ten sposób znajdujące się na nich wielkie, sierpowate pazury. Rozbudowane powierzchnie stawowe paliczków usprawniały działanie mięśni odwodzących palce. Pierwsze palce były jeszcze krótsze i nie pełniły funkcji podporowych. Inną bronią tych dinozaurów były ich kończyny przednie, którymi dzięki budowie stawów mogły poruszać tak jak ludzie, a które również zakończone były ostrymi, choć nie tak dużymi jak na tylnych kończynach pazurami.
Ich szczęki uzbrojone były w zakrzywione ku tyłowi zęby. Ponadto mięśnie odpowiadające za zaciskanie szczęk były prawdopodobnie bardzo dobrze rozwinięte, co świadczy o mocnym zgryzie dromeozaurów – badania Therriena, Hendersona i Ruffa z 2005 wykazały, że Dromaeosaurus mógł zaciskać szczęki z siłą trzykrotnie większą niż będący podobnej wielkości Velociraptor.
Ogon tych dinozaurów był usztywniony (giętki tylko u nasady) cienkimi, elastycznymi pręcikami kostnymi – prawdopodobnie służył on za ster; pomagał w szybkiej zmianie kierunku biegu oraz utrzymywał tor lotu podczas skoku na ofiarę. Miednica dzięki odgięciu kości łonowej ku tyłowi przypominała ptasią, co w połączeniu z wieloma innymi ptasimi cechami doprowadziło wielu paleontologów do wniosku, że dromeozaury były przodkami ptaków, bądź wręcz nielotnymi ptakami. Udowodniono występowanie upierzenia u wielu dinozaurów blisko spokrewnionych z dromeozaurem (jak np. u welociraptora), co wskazuje, że również Dromaeosaurus mógł mieć pióra.

## Taksonomia

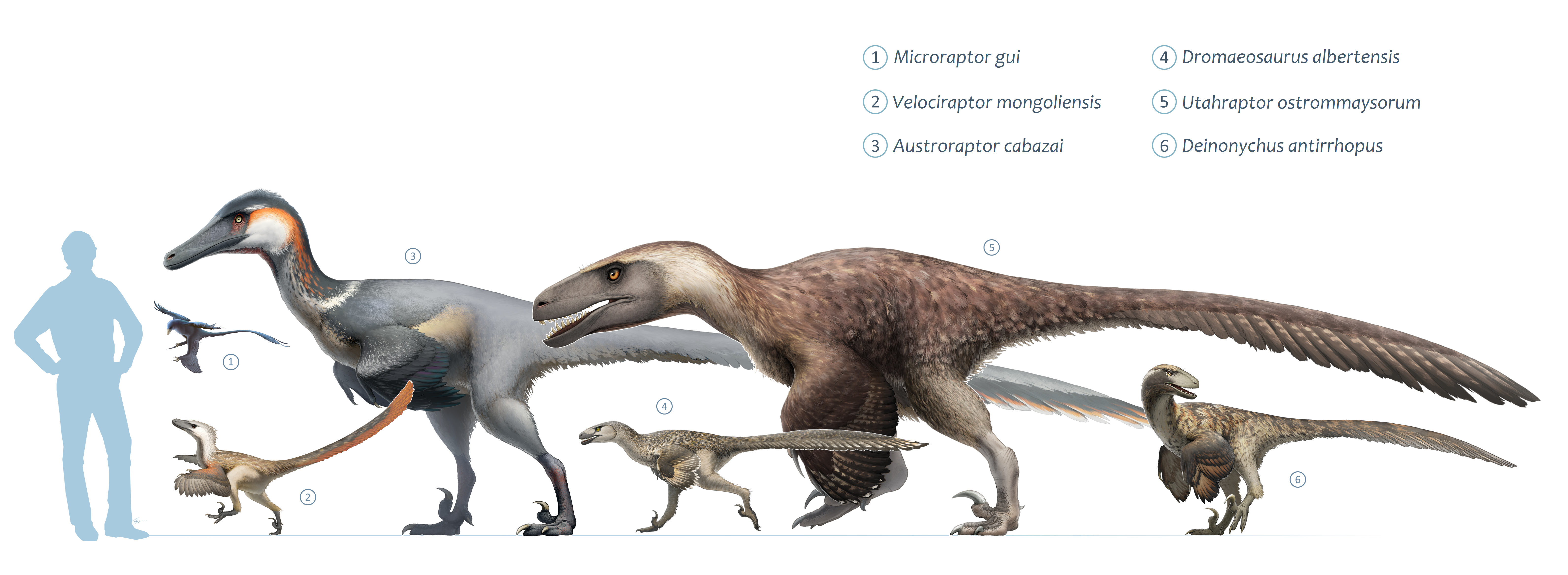
Rozmiar Dromaeosaurus (4) w porównaniu z innymi dromaeozaurami

### Klasyfikacja
Początkowo Dromaeosaurus został wstępnie zaklasyfikowany przez Williama Dillera Matthew i Barnuma Browna do rodziny Deinodontidae – obecnie będącej synonimem Tyrannosauridae – jednak Matthew i Brown spostrzegli jego odmienność od innych przedstawicieli tej rodziny i ustanowili dla dromeozaura nową podrodzinę Dromaeosaurinae. Dopiero odkrycie deinonycha przez Johna Ostroma w 1969 doprowadziło do przedefiniowania pozycji systematycznej dromeozaura i włączenia go, wraz z deinonychem i welociraptorem, do rodziny Dromaeosauridae – kredowych zwinnych i szybkich dinozaurów drapieżnych charakteryzujących się sierpowatymi pazurami na drugich palcach stóp. Należały one do infrarzędu Tetanurae i kladów Coelurosauria oraz Maniraptora, co znaczy, że były blisko spokrewnione z Avialae, terizinozaurami i ornitomimozaurami, zaś ich najbliższymi krewnymi były troodonty.
Kladogram rodziny Dromaeosauridae z zaznaczeniem pozycji dromeozaura sensu Turner et al., 2007
|         | Shanag                                                  |
|         |                                                         |
|         | Buitreraptor                                            |
|         |                                                         |
| unnamed | \| \| Rahonavis \| \| \| \| \| \| Unenlagia \| \| \| \| |
|         | \| \| Rahonavis \| \| \| \| \| \| Unenlagia \| \| \| \| |
|         | Rahonavis                                               |
|         |                                                         |
|         | Unenlagia                                               |
|         |                                                         |

|  | Rahonavis |
|  |           |
|  | Unenlagia |
|  |           |

|  | Microraptor   |
|  |               |
|  | Graciliraptor |
|  |               |

|         | Shanag                                                  |
|         |                                                         |
|         | Buitreraptor                                            |
|         |                                                         |
| unnamed | \| \| Rahonavis \| \| \| \| \| \| Unenlagia \| \| \| \| |
|         | \| \| Rahonavis \| \| \| \| \| \| Unenlagia \| \| \| \| |
|         | Rahonavis                                               |
|         |                                                         |
|         | Unenlagia                                               |
|         |                                                         |

|  | Rahonavis |
|  |           |
|  | Unenlagia |
|  |           |

|  | Microraptor   |
|  |               |
|  | Graciliraptor |
|  |               |

|         | Saurornitholestes                                            |
|         |                                                              |
| unnamed | \| \| Deinonychus \| \| \| \| \| \| Velociraptor \| \| \| \| |
|         | \| \| Deinonychus \| \| \| \| \| \| Velociraptor \| \| \| \| |
|         | Deinonychus                                                  |
|         |                                                              |
|         | Velociraptor                                                 |
|         |                                                              |

|  | Deinonychus  |
|  |              |
|  | Velociraptor |
|  |              |

|         | Saurornitholestes                                            |
|         |                                                              |
| unnamed | \| \| Deinonychus \| \| \| \| \| \| Velociraptor \| \| \| \| |
|         | \| \| Deinonychus \| \| \| \| \| \| Velociraptor \| \| \| \| |
|         | Deinonychus                                                  |
|         |                                                              |
|         | Velociraptor                                                 |
|         |                                                              |

|  | Deinonychus  |
|  |              |
|  | Velociraptor |
|  |              |

|         | Saurornitholestes                                            |
|         |                                                              |
| unnamed | \| \| Deinonychus \| \| \| \| \| \| Velociraptor \| \| \| \| |
|         | \| \| Deinonychus \| \| \| \| \| \| Velociraptor \| \| \| \| |
|         | Deinonychus                                                  |
|         |                                                              |
|         | Velociraptor                                                 |
|         |                                                              |

|  | Deinonychus  |
|  |              |
|  | Velociraptor |
|  |              |

|         | Saurornitholestes                                            |
|         |                                                              |
| unnamed | \| \| Deinonychus \| \| \| \| \| \| Velociraptor \| \| \| \| |
|         | \| \| Deinonychus \| \| \| \| \| \| Velociraptor \| \| \| \| |
|         | Deinonychus                                                  |
|         |                                                              |
|         | Velociraptor                                                 |
|         |                                                              |

|  | Deinonychus  |
|  |              |
|  | Velociraptor |
|  |              |

|         | Shanag                                                  |
|         |                                                         |
|         | Buitreraptor                                            |
|         |                                                         |
| unnamed | \| \| Rahonavis \| \| \| \| \| \| Unenlagia \| \| \| \| |
|         | \| \| Rahonavis \| \| \| \| \| \| Unenlagia \| \| \| \| |
|         | Rahonavis                                               |
|         |                                                         |
|         | Unenlagia                                               |
|         |                                                         |

|  | Rahonavis |
|  |           |
|  | Unenlagia |
|  |           |

|  | Microraptor   |
|  |               |
|  | Graciliraptor |
|  |               |

|         | Shanag                                                  |
|         |                                                         |
|         | Buitreraptor                                            |
|         |                                                         |
| unnamed | \| \| Rahonavis \| \| \| \| \| \| Unenlagia \| \| \| \| |
|         | \| \| Rahonavis \| \| \| \| \| \| Unenlagia \| \| \| \| |
|         | Rahonavis                                               |
|         |                                                         |
|         | Unenlagia                                               |
|         |                                                         |

|  | Rahonavis |
|  |           |
|  | Unenlagia |
|  |           |

|  | Microraptor   |
|  |               |
|  | Graciliraptor |
|  |               |

|         | Saurornitholestes                                            |
|         |                                                              |
| unnamed | \| \| Deinonychus \| \| \| \| \| \| Velociraptor \| \| \| \| |
|         | \| \| Deinonychus \| \| \| \| \| \| Velociraptor \| \| \| \| |
|         | Deinonychus                                                  |
|         |                                                              |
|         | Velociraptor                                                 |
|         |                                                              |

|  | Deinonychus  |
|  |              |
|  | Velociraptor |
|  |              |

|         | Saurornitholestes                                            |
|         |                                                              |
| unnamed | \| \| Deinonychus \| \| \| \| \| \| Velociraptor \| \| \| \| |
|         | \| \| Deinonychus \| \| \| \| \| \| Velociraptor \| \| \| \| |
|         | Deinonychus                                                  |
|         |                                                              |
|         | Velociraptor                                                 |
|         |                                                              |

|  | Deinonychus  |
|  |              |
|  | Velociraptor |
|  |              |

|         | Saurornitholestes                                            |
|         |                                                              |
| unnamed | \| \| Deinonychus \| \| \| \| \| \| Velociraptor \| \| \| \| |
|         | \| \| Deinonychus \| \| \| \| \| \| Velociraptor \| \| \| \| |
|         | Deinonychus                                                  |
|         |                                                              |
|         | Velociraptor                                                 |
|         |                                                              |

|  | Deinonychus  |
|  |              |
|  | Velociraptor |
|  |              |

|         | Saurornitholestes                                            |
|         |                                                              |
| unnamed | \| \| Deinonychus \| \| \| \| \| \| Velociraptor \| \| \| \| |
|         | \| \| Deinonychus \| \| \| \| \| \| Velociraptor \| \| \| \| |
|         | Deinonychus                                                  |
|         |                                                              |
|         | Velociraptor                                                 |
|         |                                                              |

|  | Deinonychus  |
|  |              |
|  | Velociraptor |
|  |              |

### Gatunki
Do rodzaju Dromaeosaurus włączano wiele gatunków dinozaurów drapieżnych – Dromaeosaurus albertensis, D. cristatus, D. explanatus, D. minutus, D. falculus, D. gracilis, D. laevifrons i D. lateralis. Obecnie tylko cztery – D. albertensis, D. cristatus, D. explanatus i D. gracilis – spośród nich wciąż są uważane za należące do tego rodzaju – pięć uznano za synonimy innych gatunków. Ze względu na fragmentaryczność materiału kopalnego wszystkie gatunki oprócz D. albertensis, typowego, są obecnie uznawane za nomina dubia.

## Paleobiologia

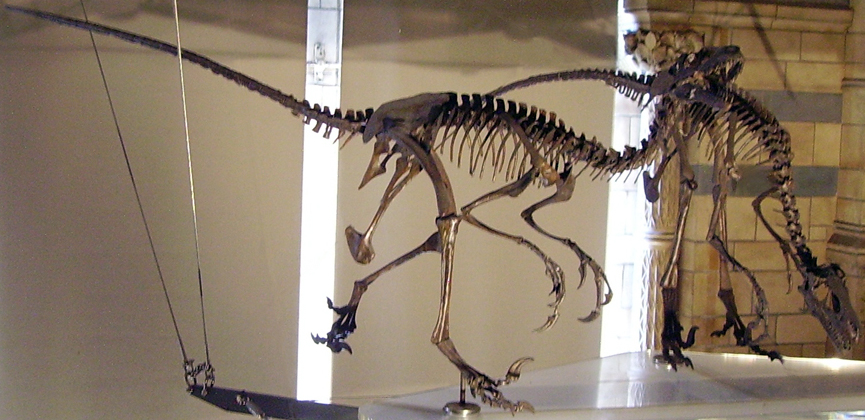
Dwa szkielety dromeozaurów

Dromeozaury były niewielkimi dinozaurami drapieżnymi – prawdopodobnie jednak polowały stadnie, co pozwalało im na zabijanie zwierząt wielokrotnie od nich większych. Czułe zmysły, długie i ostre pazury, silne szczęki oraz bardzo duża prędkość jaką osiągały, czyniły z nich groźnych zabójców – przeważnie ich ofiarami padały niewielkie hadrozaury, jednak dromeozaury były zdolne do skutecznego polowania nawet na duże dinozaury kaczodziobe i ceratopsy.
Dromaeosaurus różnił się jednak od wielu innych członków swojej rodziny krótszą czaszką i bardziej masywnymi zębami. Cechy te upodabniały go nieco do tyranozaurów. Mogą one sugerować, że Dromaeosaurus był w większym niż inne dromeozaury stopniu padlinożercą – silne zęby pozwalałyby na kruszenie kości i pożywianie się wysoko odżywczym szpikiem – lub atakował znacznie większą zdobycz, niż lżej zbudowane małe teropody, takie jak blisko z nim spokrewniony zaurornitolest. W przeciwieństwie do zębów premaksillarnych (położonych w kości przedszczękowej) tyranozaura, u dromeozaura nie były one D-kształtne w przekroju.

## Historia odkryć
Pierwszy znany szkielet dromeozaura został odkryty w 1914 przez Barnuma Browna podczas wyprawy do Judith River Formation przeprowadzanej na zlecenie Amerykańskiego Muzeum Historii Naturalnej. Odkrycia dokonano w Albercie w Kanadzie, na terenie obecnego Prowincjalnego Parku Dinozaurów. Materiał kopalny obejmował niekompletną czaszkę długości 22 cm oraz kilka kości stóp. Później odkryto także kilkanaście kości i zębów na stanowiskach w prowincji Alberta i na zachodzie Stanów Zjednoczonych. Opisano kilka gatunków dromeozaura, przy czym najlepiej poznany jest gatunek typowy – Dromaeosaurus albertensis. Mimo iż jest jednym z pierwszych małych teropodów opisanych w oparciu o względnie dobrze zachowane skamieniałości, nie ulega wątpliwości, że jest to jeden z rzadszych przedstawicieli tej grupy.
W 1969 po raz pierwszy dostrzeżono podobieństwa w budowie anatomicznej pomiędzy dromeozaurem i niedawno odkrytym dinozaurem z rodzaju Deinonychus. Ze względu na zbliżoną budowę czaszek i występowanie u obu rodzajów sierpowatych pazurów na drugich palcach tylnych kończyn, zdecydowano stworzyć dla nich nową rodzinę, którą nazwano – od wcześniej nazwanego rodzaju – Dromaeosauridae. Od tamtej pory odkryto znacznie więcej przedstawicieli tej rodziny.

## Paleoekologia

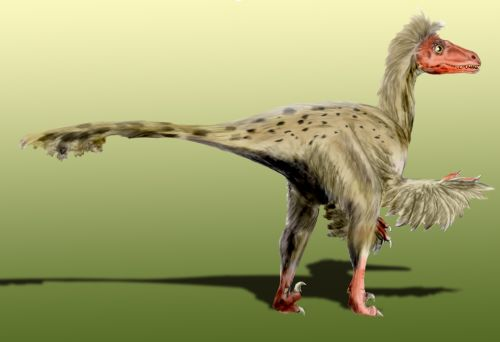
Rekonstrukcja opierzonego dromeozaura

Skamieniałości dromeozaurów znane są z późnokredowych (kampan) stanowisk na zachodzie Ameryki Północnej – doliny rzeki Red Deer w kanadyjskiej prowincji Alberta oraz formacji Hell Creek w stanie Montana.
Fauna doliny Red Deer jest dobrze poznana. Z kręgowców licznie występują skamieniałości ryb, jak rekiny, płaszczki, amie, niszczuki oraz niszczukopodobny Aspidorhynchus. Spośród ssaków można znaleźć tam wieloguzkowce i torbacza dydelfodona. Słonowodny plezjozaur Leurospondylus został znaleziony w morskich osadach, podczas gdy słodkowodne ekosystemy zasiedlane były przez żółwie, przedstawicieli rzędu Choristodera z rodzaju Champsosaurus oraz krokodyle – np. Leidyosuchus i Stangerochampsa. Najliczniejsze były jednak dinozaury, zwłaszcza stanowiące ponad połowę wszystkich przedstawicieli tej grupy gadów na tym terenie hadrozaury, głównie z rodzajów Edmontosaurus, Saurolophus i Hypacrosaurus. Ceratopsy i ornitomimozaury również były bardzo pospolite i łącznie stanowiły 1/3 tamtejszych dinozaurów. Wliczając znacznie rzadsze ankylozaury i pachycefalozaury, wszystkie one stanowiły potencjalne ofiary różnych grup dinozaurów drapieżnych, takich jak troodonty, cenagnaty i dromeozaury. Dominującymi drapieżnikami w tym środowisku były jednak dorosłe albertozaury, podczas gdy młode osobniki teropodów z tego rodzaju stały nieco niżej w łańcuchu pokarmowym.
W formacji Hell Creek pospolicie występowały dinozaury kaczodziobe, a niemal równie liczne były ceratopsy – od niewielkich, takich jak Leptoceratops, po największych przedstawicieli tej grupy – triceratopsa, torozaura i nedoceratopsa. W stosunkowo dużej różnorodności występowali tam również przedstawiciele pachycefalozaurów – drakoreks, sferotol, Stygimoloch i Pachycephalosaurus. Znacznie mniej liczne były ankylozaury. Odnaleziono tam także skamieniałości ogromnych pterozaurów z rodzaju Quetzalcoatlus, żywiących się niewielkimi zwierzętami lądowymi. Brak było w tym ekosystemie dużych drapieżników – największym był osiągający 5 m długości Nanotyrannus. Pozostałe nisze ekologiczne wypełniały różne formy niewielkich teropodów, takich jak cenagnaty Chirostenotes i elmizaur, troodonty, Dromaeosaurus i inni przedstawiciele rodziny dromeozaurów.